# Palatine
Palatine é uma vila localizada no estado americano de Illinois, no Condado de Cook.

## Demografia
Segundo o censo americano de 2000, a sua população era de 65.479 habitantes.
Em 2006, foi estimada uma população de 67.396, um aumento de 1917 (2.9%).

## Geografia
De acordo com o United States Census Bureau tem uma área de 33,9 km², dos quais 33,6 km² cobertos por terra e 0,3 km² cobertos por água. Palatine localiza-se a aproximadamente 225 m acima do nível do mar.

## Localidades na vizinhança
O diagrama seguinte representa as localidades num raio de 8 km ao redor de Palatine.